# All-Star Game de l'NBA
L'All-Star Game de l'NBA és un partit de caràcter amistós en el qual participen només els millors jugadors de cada any, dividits en dos equips que representen a cada conferència. L'objectiu principal del partit és donar espectacle, per això se celebren també el mateix cap de setmana un concurs de triples i del d'esmaixades. El primer All-Star Game es va celebrar en el Boston Garden el 2 de març de 1951. Des de llavors, s'han reunit els millors jugadors de la història en un partit per a l'entreteniment.

## Procés de selecció
Els participants són actualment triats de dues maneres. La primera és per votació dels fans, tant en els pavellons de les franquícies com per Internet; els jugadors més votats de cada posició comencen jugant com a titulars, mentre que la segona està reservada als suplents, que són triats pels entrenadors de cada conferència. L'entrenador de l'equip amb millor balanç de cada conferència dirigirà la trobada, encara que no podrà fer-ho en temporades consecutives. Aquesta és l'anomenada "Regla Riley", nomenada així a causa que l'entrenador dels Lakers dels 80, Pat Riley, va entrenar l'equip de la conferència oest durant pràcticament tota la dècada, pel fet que els Lakers solien ser el millor equip de l'oest. Si un jugador es lesiona i no pot participar en el partit, el Comissionat (actualment David Stern) selecciona al jugador que el reemplaçarà.

## Història
La conferència Est lidera els partits guanyats 35-23.
| Any  | Resultat                                                                    | (Pavelló), Ciutat                                                           | MVP                                                                |
| ---- | --------------------------------------------------------------------------- | --------------------------------------------------------------------------- | ------------------------------------------------------------------ |
| 1951 | Est 111, Oest 122                                                           | (Boston Garden), Boston, MA                                                 | Ed Macauley, Boston Celtics                                        |
| 1952 | Est 108, Oest 109                                                           | (Boston Garden), Boston, MA                                                 | Paul Arizin, Philadelphia Warriors                                 |
| 1953 | Oest 109, Est 100                                                           | (Allen County War Memorial Coliseum), Ft. Wayne, IN                         | George Mikan, Minneapolis Lakers                                   |
| 1954 | Est 101, Oest 103 (OT)                                                      | (Madison Square Garden), Nova York, NY                                      | Bob Cousy, Boston Celtics                                          |
| 1955 | Est 100, Oest 123                                                           | (Madison Square Garden), Nova York, NY                                      | Bill Sharman, Boston Celtics                                       |
| 1956 | Oest 108, Est 94                                                            | (Rochester War Memorial Coliseum), Rochester, NY                            | Bob Pettit, St. Louis Hawks                                        |
| 1957 | Est 109, Oest 123                                                           | (Boston Garden), Boston, MA                                                 | Bob Cousy, Boston Celtics                                          |
| 1958 | Est 130, Oest 131                                                           | (Kiel Auditorium), St. Louis, MO                                            | Bob Pettit, St. Louis Hawks                                        |
| 1959 | Oest 124, Est 108                                                           | (Olympia Stadium), Detroit, MI                                              | Bob Pettit, St. Louis Hawks; Elgin Baylor, Minneapolis Lakers      |
| 1960 | Est 125, Oest 131                                                           | (Convention Hall), Filadèlfia, PA                                           | Wilt Chamberlain, Philadelphia Warriors                            |
| 1961 | Oest 153, Est 131                                                           | (Onondaga County War Memorial Coliseum), Syracuse, NY                       | Oscar Robertson, Cincinnati Royals                                 |
| 1962 | Oest 150, Est 130                                                           | (Kiel Auditorium), St. Louis, MO                                            | Bob Pettit, St. Louis Hawks                                        |
| 1963 | Est 115, Oest 121                                                           | (Los Angeles Memorial Sports Arena), Los Angeles, CA                        | Bill Russell, Boston Celtics                                       |
| 1964 | Est 111, Oest 122                                                           | (Boston Garden), Boston, MA                                                 | Oscar Robertson, Cincinnati Royals                                 |
| 1965 | Est 124, Oest 129                                                           | (Kiel Auditorium), St. Louis, MO                                            | Jerry Lucas, Cincinnati Royals                                     |
| 1966 | Est 137, Oest 139                                                           | (Cincinnati Gardens), Cincinnati, OH                                        | Adrian Smith, Cincinnati Royals                                    |
| 1967 | Oest 135, Est 120                                                           | (Cow Palace), San Francisco, CA                                             | Rick Barry, San Francisco Warriors                                 |
| 1968 | Est 144, Oest 145                                                           | (Madison Square Garden), Nova York, NY                                      | Hal Greer, Philadelphia 76ers                                      |
| 1969 | Est 123, Oest 142                                                           | (Baltimore Civic Center), Baltimore, MD                                     | Oscar Robertson, Cincinnati Royals                                 |
| 1970 | Est 142, Oest 135                                                           | (The Spectrum), Filadèlfia, PA                                              | Willis Reed, New York Knicks                                       |
| 1971 | Oest 108, Est 107                                                           | (San Diego Sports Arena), San Diego, CA                                     | Lenny Wilkens, Seattle SuperSonics                                 |
| 1972 | Oest 112, Est 110                                                           | (The Forum), Inglewood, CA                                                  | Jerry West, Los Angeles Lakers                                     |
| 1973 | Est 104, Oest 132                                                           | (Chicago Stadium), Chicago, IL                                              | Dave Cowens, Boston Celtics                                        |
| 1974 | Oest 134, Est 123                                                           | (Seattle Center Coliseum), Seattle, WA                                      | Bob Lanier, Detroit Pistons                                        |
| 1975 | Est 108, Oest 102                                                           | (Veterans Memorial Coliseum), Phoenix, AZ                                   | Walt Frazier, New York Knicks                                      |
| 1976 | Est 123, Oest 126                                                           | (The Spectrum), Filadèlfia, PA                                              | Dave Bing, Washington Bullets                                      |
| 1977 | Oest 125, Est 124                                                           | (Milwaukee Arena), Milwaukee, WI                                            | Julius Erving, Philadelphia 76ers                                  |
| 1978 | Est 133, Oest 136                                                           | (The Omni), Atlanta, GA                                                     | Randy Smith, Buffalo Braves                                        |
| 1979 | Oest 134, Est 129                                                           | (Pontiac Silverdome), Pontiac, MI                                           | David Thompson, Denver Nuggets                                     |
| 1980 | Est 144, Oest 143 (OT)                                                      | (Capital Centre), Landover, MD                                              | George Gervin, San Antonio Spurs                                   |
| 1981 | Est 123, Oest 132                                                           | (Coliseum at Richfield), Richfield, OH                                      | Nate Archibald, Boston Celtics                                     |
| 1982 | Est 120, Oest 118                                                           | (The Meadowlands), East Rutherford, NJ                                      | Larry Bird, Boston Celtics                                         |
| 1983 | Est 132, Oest 123                                                           | (The Forum), Inglewood, CA                                                  | Julius Erving, Philadelphia 76ers                                  |
| 1984 | Est 154, Oest 145 (OT)                                                      | (McNichols Sports Arena), Denver, CO                                        | Isiah Thomas, Detroit Pistons                                      |
| 1985 | Oest 140, Est 129                                                           | (Hoosier Dome), Indianapolis, IN                                            | Ralph Sampson, Houston Rockets                                     |
| 1986 | Est 139, Oest 142                                                           | (Reunion Arena), Dallas, TX                                                 | Isiah Thomas, Detroit Pistons                                      |
| 1987 | Oest 154, Est 131 (OT)                                                      | (Kingdome), Seattle, WA                                                     | Tom Chambers, Seattle SuperSonics                                  |
| 1988 | Est 138, Oest 133                                                           | (Chicago Stadium), Chicago, IL                                              | Michael Jordan, Chicago Bulls                                      |
| 1989 | Oest 143, Est 134                                                           | (Astrodome), Houston, TX                                                    | Karl Malone, Utah Jazz                                             |
| 1990 | Est 130, Oest 113                                                           | (Miami Arena), Miami, FL                                                    | Magic Johnson, Los Angeles Lakers                                  |
| 1991 | Est 116, Oest 119                                                           | (Charlotte Coliseum), Charlotte, NC                                         | Charles Barkley, Philadelphia 76ers                                |
| 1992 | Oest 153, Est 113                                                           | (Orlando Arena), Orlando, FL                                                | Magic Johnson, Los Angeles Lakers                                  |
| 1993 | Oest 135, Est 132 (OT)                                                      | (Delta Center), Salt Lake City, UT                                          | Karl Malone, Utah Jazz; John Stockton, Utah Jazz                   |
| 1994 | Est 127, Oest 138                                                           | (Target Center), Minneapolis, MN                                            | Scottie Pippen, Chicago Bulls                                      |
| 1995 | Oest 139, Est 142                                                           | (America West Arena), Phoenix, AZ                                           | Mitch Richmond, Sacramento Kings                                   |
| 1996 | Est 129, Oest 118                                                           | (Alamodome), San Antonio, TX                                                | Michael Jordan, Chicago Bulls                                      |
| 1997 | Est 132, Oest 120                                                           | (Gund Arena), Cleveland, OH                                                 | Glen Rice, Charlotte Hornets                                       |
| 1998 | Est 135, Oest 114                                                           | (Madison Square Garden), Nova York, NY                                      | Michael Jordan, Chicago Bulls                                      |
| 1999 | Cancel·lat–degut al lockout; previst a (First Union Center), Filadèlfia, PA | Cancel·lat–degut al lockout; previst a (First Union Center), Filadèlfia, PA |                                                                    |
| 2000 | Oest 137, Est 126                                                           | (Oracle Arena), Oakland, CA                                                 | Shaquille O'Neal, Los Angeles Lakers; Tim Duncan San Antonio Spurs |
| 2001 | Est 111, Oest 110                                                           | (MCI Center), Washington, DC                                                | Allen Iverson, Philadelphia 76ers                                  |
| 2002 | Oest 135, Est 120                                                           | (First Union Center), Filadèlfia, PA                                        | Kobe Bryant, Los Angeles Lakers                                    |
| 2003 | Oest 155, Est 145 (2OT)                                                     | (Philips Arena), Atlanta, GA                                                | Kevin Garnett, Minnesota Timberwolves                              |
| 2004 | Oest 136, Est 132                                                           | (Staples Center), Los Angeles, CA                                           | Shaquille O'Neal, Los Angeles Lakers                               |
| 2005 | Est 125, Oest 115                                                           | (Ball Arena), Denver, CO                                                    | Allen Iverson, Philadelphia 76ers                                  |
| 2006 | Est 122, Oest 120                                                           | (Toyota Center), Houston, TX                                                | LeBron James, Cleveland Cavaliers                                  |
| 2007 | Oest 153, Est 132                                                           | (Thomas & Mack Center), Las Vegas, NV*                                      | Kobe Bryant, Los Angeles Lakers                                    |
| 2008 | Est 134, Oest 128                                                           | (New Orleans Arena), Nova Orleans, LA                                       | Lebron James, Cleveland Cavaliers                                  |
| 2009 | Est 119, Oest 146                                                           | (US Airways Center), Phoenix, AZ                                            | Shaquille O'Neal, Phoenix Suns & Kobe Bryant, Los Angeles Lakers   |

* significa que no hi ha equip NBA en aquesta ciutat.

## Participants per any
| Any  | EST                | EST                 | EST             | EST               | EST               | EST                 | EST               | EST                | EST               | EST                    | EST              | EST              | EST            |            |               | OEST              | OEST            | OEST             | OEST              | OEST             | OEST             | OEST              | OEST             | OEST            | OEST             | OEST                | OEST            | OEST              |                   |
| ---- | ------------------ | ------------------- | --------------- | ----------------- | ----------------- | ------------------- | ----------------- | ------------------ | ----------------- | ---------------------- | ---------------- | ---------------- | -------------- | ---------- | ------------- | ----------------- | --------------- | ---------------- | ----------------- | ---------------- | ---------------- | ----------------- | ---------------- | --------------- | ---------------- | ------------------- | --------------- | ----------------- | ----------------- |
| 1951 | Bob Cousy          | Ed Macauley         | Andy Phillip    | Joe Fulks         | Dolph Schayes     | Dick McGuire        | Red Rocha         | Paul Arizin        | Vince Boryla      | Harry Gallatin         |                  |                  |                |            |               | Ralph Beard       | Bob Davies      | Jim Pollard      | Alex Groza        | George Mikan     | Frank Brian      | Dwight Eddleman   | Larry Foust      | Vern Mikkelsen  | Fred Schaus      |                     |                 |                   |                   |
| 1952 | Bob Cousy          | Ed Macauley         | Andy Phillip    | Joe Fulks         | Dolph Schayes     | Dick McGuire        | Red Rocha         | Paul Arizin        | Harry Gallatin    | Max Zaslofsky          | Fred Scolari     |                  |                |            |               | Bobby Wanzer      | Bob Davies      | Jim Pollard      | Paul Walther      | George Mikan     | Frank Brian      | Dwight Eddleman   | Larry Foust      | Vern Mikkelsen  | Leo Barnhorst    | Arnie Risen         |                 |                   |                   |
| 1953 | Bob Cousy          | Ed Macauley         | Bill Sharman    | Paul Seymour      | Dolph Schayes     | Don Barksdale       | Neil Johnston     | Billy Gabor        | Harry Gallatin    | Carl Braun             | Fred Scolari     |                  |                |            |               | Bobby Wanzer      | Bob Davies      |                  | Mel Hutchins      | George Mikan     | Slater Martin    | Andy Phillip      | Larry Foust      | Vern Mikkelsen  | Leo Barnhorst    | Arnie Risen         |                 |                   |                   |
| 1954 | Bob Cousy          | Ed Macauley         | Bill Sharman    | Paul Seymour      | Dolph Schayes     | Dick McGuire        | Neil Johnston     | Ray Felix          | Harry Gallatin    | Carl Braun             |                  |                  |                |            |               | Bobby Wanzer      | Bob Davies      | Don Sunderlage   | Mel Hutchins      | George Mikan     | Slater Martin    | Andy Phillip      | Larry Foust      |                 |                  | Arnie Risen         |                 |                   |                   |
| 1955 | Bob Cousy          | Ed Macauley         | Bill Sharman    | Paul Seymour      | Dolph Schayes     | Dick McGuire        | Neil Johnston     | Paul Arizin        | Harry Gallatin    | Carl Braun             |                  |                  |                |            |               | Bobby Wanzer      | George Yardley  | Jim Pollard      | Frank Selvy       | Bob Petit        | Slater Martin    | Andy Phillip      | Larry Foust      | Vern Mikkelsen  | Jack Coleman     | Arnie Risen         |                 |                   |                   |
| 1956 | Bob Cousy          | Ed Macauley         | Bill Sharman    | Jack George       | Dolph Schayes     | Dick McGuire        | Neil Johnston     | Paul Arizin        | Harry Gallatin    | Carl Braun             | Red Kerr         |                  |                |            |               | Bobby Wanzer      | George Yardley  | Bob Harrison     | Mel Hutchins      | Bob Petit        | Slater Martin    | Maurice Stokes    | Larry Foust      | Vern Mikkelsen  | Clyde Lovellette |                     |                 |                   |                   |
| 1957 | Bob Cousy          | Tom Heinsohn        | Bill Sharman    | Jack George       | Dolph Schayes     | Nathaniel Clifton   | Neil Johnston     | Paul Arizin        | Harry Gallatin    | Carl Braun             |                  |                  |                |            |               | Dirk Garmaker     | George Yardley  | Richie Regan     | Mel Hutchins      | Bob Petit        | Slater Martin    | Maurice Stokes    | Ed Macauley      | Vern Mikkelsen  | Cliff Hagan      | Jack Twyman         |                 |                   |                   |
| 1958 | Bob Cousy          | Richie Guerin       | Bill Sharman    |                   | Dolph Schayes     | Bill Russell        | Neil Johnston     | Paul Arizin        | Larry Costello    | Kenny Sears            | Willie Naulls    |                  |                |            |               | Dirk Garmaker     | George Yardley  | Gene Shue        | Dick McGuire      | Bob Petit        | Slater Martin    | Maurice Stokes    | Larry Foust      |                 | Cliff Hagan      | Jack Twyman         |                 |                   |                   |
| 1959 | Bob Cousy          | Richie Guerin       | Bill Sharman    | Woody Sauldsberry | Red Kerr          | Bill Russell        | Dolph Schayes     | Paul Arizin        | Larry Costello    | Kenny Sears            |                  |                  |                |            |               | Dirk Garmaker     | George Yardley  | Gene Shue        | Dick McGuire      | Bob Petit        | Slater Martin    | Elgin Baylor      | Larry Foust      |                 |                  | Jack Twyman         |                 |                   |                   |
| 1960 | Bob Cousy          | Richie Guerin       | Bill Sharman    | Wilt Chamberlain  | George Yardley    | Bill Russell        | Dolph Schayes     | Paul Arizin        | Larry Costello    | Tom Gola               | Willie Naulls    |                  |                |            |               | Dirk Garmaker     | Walter Dukes    | Gene Shue        | Hot Rod Hundley   | Bob Petit        | Chuck Noble      | Elgin Baylor      |                  |                 | Clyde Lovellette | Jack Twyman         |                 |                   |                   |
| 1961 | Bob Cousy          | Richie Guerin       | Tom Heinsohn    | Wilt Chamberlain  | Hal Greer         | Bill Russell        | Dolph Schayes     | Paul Arizin        | Larry Costello    | Tom Gola               | Willie Naulls    |                  |                |            |               | Oscar Robertson   | Walter Dukes    | Gene Shue        | Hot Rod Hundley   | Bob Petit        | Jerry West       | Elgin Baylor      | Cliff Hagan      | Wayne Embry     | Clyde Lovellette |                     |                 |                   |                   |
| 1962 | Bob Cousy          | Richie Guerin       | Tom Heinsohn    | Wilt Chamberlain  | Hal Greer         | Bill Russell        | Dolph Schayes     | Sam Jones          |                   | Johnny Green           | Willie Naulls    |                  |                |            |               | Oscar Robertson   | Walt Bellamy    | Gene Shue        | Frank Selvy       | Bob Petit        | Jerry West       | Elgin Baylor      | Cliff Hagan      | Wayne Embry     | Bailey Howell    | Jack Twyman         |                 |                   |                   |
| 1963 | Bob Cousy          | Jack Twyman         | Tom Heinsohn    | Richie Guerin     | Red Kerr          | Bill Russell        | Oscar Robertson   |                    |                   | Johnny Green           | Tom Gola         |                  |                |            |               | Wilt Chamberlain  | Walt Bellamy    | Lenny Wilkens    |                   | Bob Petit        | Jerry West       | Elgin Baylor      | Tom Meschery     | Rudy LaRusso    | Bailey Howell    | Terry Dischinger    | Don Ohl         |                   |                   |
| 1964 | Jerry Lucas        | Chet Walker         | Tom Heinsohn    | Wayne Embry       | Hal Greer         | Bill Russell        | Oscar Robertson   | Sam Jones          | Len Chappell      |                        | Tom Gola         |                  |                |            |               | Wilt Chamberlain  | Walt Bellamy    | Lenny Wilkens    |                   | Bob Petit        | Jerry West       | Elgin Baylor      |                  |                 | Bailey Howell    | Terry Dischinger    | Don Ohl         |                   |                   |
| 1965 | Jerry Lucas        | Luke Jackson        | Willis Reed     | Wayne Embry       | Hal Greer         | Bill Russell        | Oscar Robertson   | Sam Jones          | Larry Costelo     | Johnny Green           |                  |                  |                |            |               | Wilt Chamberlain  | Walt Bellamy    | Lenny Wilkens    | Gus Johnson       | Bob Petit        | Jerry West       | Elgin Baylor      | Nate Thurmond    |                 |                  | Terry Dischinger    | Don Ohl         |                   |                   |
| 1966 | Jerry Lucas        | John Havlicek       | Willis Reed     | Wilt Chamberlain  | Hal Greer         | Bill Russell        | Oscar Robertson   | Sam Jones          | Chet Walker       | Adrian Smith           |                  |                  |                |            |               | Rick Barry        | Eddie Miles     | Zelmo Beaty      | Guy Rodgers       | Dave DeBusschere | Jerry West       | Elgin Baylor      | Nate Thurmond    | Rudy LaRusso    | Bailey Howell    |                     | Don Ohl         |                   |                   |
| 1967 | Jerry Lucas        | John Havlicek       | Willis Reed     | Wilt Chamberlain  | Hal Greer         | Bill Russell        | Oscar Robertson   | Don Ohl            | Chet Walker       | Bayley Howard          |                  |                  |                |            |               | Rick Barry        | Jerry Sloan     | Lenny Wilkens    | Guy Rodgers       | Dave DeBusschere | Jerry West       | Elgin Baylor      | Nate Thurmond    | Darrall Imhoff  | Bill Bridges     |                     |                 |                   |                   |
| 1968 | Jerry Lucas        | John Havlicek       | Willis Reed     | Wilt Chamberlain  | Hal Greer         | Bill Russell        | Oscar Robertson   | Sam Jones          | Gus Johnson       | Dick Barnett           | Dave Bing        | Dave DeBusschere |                |            |               | Bob Boozer        | Zelmo Beaty     | Lenny Wilkens    | Walt Hazzard      | Clyde Lee        | Jerry West       | Elgin Baylor      | Archie Clark     | Rudy LaRusso    | Bill Bridges     | Don Kojis           | Jim King        |                   |                   |
| 1969 | Jerry Lucas        | John Havlicek       | Willis Reed     | Billy Cunningham  | Hal Greer         | Bill Russell        | Oscar Robertson   | Earl Monroe        | Gus Johnson       | Wes Unseld             | Dave Bing        | Jon McGlockin    |                |            |               | Wilt Chamberlain  | Jerry Sloan     | Lenny Wilkens    | Jeff Mullins      | Joe Caldwell     | Gail Goodrich    | Elgin Baylor      | Elvin Hayes      | Rudy LaRusso    |                  | Don Kojis           | Lou Hudson      | Dick van Arsdale  |                   |
| 1970 | Walt Frazier       | John Havlicek       | Willis Reed     | Billy Cunningham  | Hal Greer         | Kareem Abdul-Jabbar | Oscar Robertson   | Jimmy Walker       | Gus Johnson       | Flynn Robinson         | Ton van Arsdale  | Dave DeBusschere |                |            |               | Bob Rule          | Jerry West      | Lenny Wilkens    | Jeff Mullins      | Joe Caldwell     | Connie Hawkins   | Chet Walker       | Elvin Hayes      |                 | Bill Bridges     |                     | Lou Hudson      | Dick van Arsdale  |                   |
| 1971 | Walt Frazier       | John Havlicek       | Willis Reed     | Billy Cunningham  | Lou Hudson        | Bob Kauffman        | Earl Monroe       | Jhonny Green       | Gus Johnson       | Wes Unseld             | Ton van Arsdale  | Dave DeBusschere | John Johnson   |            |               | Wilt Chamberlain  | Jerry West      | Lenny Wilkens    | Jeff Mullins      | Dave Bing        | Connie Hawkins   | Chet Walker       | Elvin Hayes      | Jerry Lucas     | Oscar Robertson  | Kareem Abdul-Jabbar | Geoff Petrie    | Dick van Arsdale  |                   |
| 1972 | Walt Frazier       | John Havlicek       | Dave Cowens     | Billy Cunningham  | Lou Hudson        | Bob Kauffman        | Jo Jo White       | Archie Clark       | Jack Marin        | Wes Unseld             | Ton van Arsdale  | Dave DeBusschere | John Johnson   |            |               | Wilt Chamberlain  | Jerry West      | Gail Goodrich    | Spencer Haywood   | Cazzie Russell   | Connie Hawkins   | Jimmy Walker      | Elvin Hayes      | Paul Silas      | Oscar Robertson  | Kareem Abdul-Jabbar | Bob Love        | Bob Lanier        |                   |
| 1973 | Walt Frazier       | John Havlicek       | Dave Cowens     | Lenny Wilkens     | Lou Hudson        | Bob Kauffman        | Jo Jo White       | Bill Bradley       | Jack Marin        | Wes Unseld             | Elvin Hayes      | Dave DeBusschere | Pete Maravich  | John Block |               | Wilt Chamberlain  | Jerry West      | Gail Goodrich    | Spencer Haywood   | Dave Bing        | Connie Hawkins   | Chet Walker       | Nate Thurmond    | Charlie Scott   | Sidney Wicks     |                     | Bob Love        | Bob Lanier        | Tiny Archibald    |
| 1974 | Walt Frazier       | John Havlicek       | Dave Cowens     | Rudy Tomjanovich  | Lou Hudson        | Bob McAdoo          | Jo Jo White       |                    | Phil Chenier      | Austin Carr            | Elvin Hayes      | Dave DeBusschere | Pete Maravich  |            |               | Rick Barry        | Norm van Lier   | Gail Goodrich    | Spencer Haywood   | Dave Bing        |                  | Chet Walker       | Nate Thurmond    | Charlie Scott   | Sidney Wicks     | Kareem Abdul-Jabbar | Geoff Petrie    | Bob Lanier        |                   |
| 1975 | Walt Frazier       | John Havlicek       | Dave Cowens     | Rudy Tomjanovich  | Earl Monroe       | Bob McAdoo          | Wes Unseld        | Steve Mix          | Phil Chenier      | Phil Chenier           | Elvin Hayes      | Paul Silas       |                |            |               | Rick Barry        | Sam Lacey       | Gail Goodrich    | Spencer Haywood   | Dave Bing        | Jim Price        |                   | Bob Dandridge    | Charlie Scott   | Sidney Wicks     | Kareem Abdul-Jabbar |                 | Bob Lanier        | Tiny Archibald    |
| 1976 | Walt Frazier       | John Havlicek       | Dave Cowens     | Rudy Tomjanovich  | Dave Bing         | Bob McAdoo          | Jo Jo White       | George McGinnis    | Doug Collins      | Randy Smith            | Elvin Hayes      | John Drew        |                |            |               | Rick Barry        | Norm van Lier   | Curtis Rowe      | Alvan Adams       | Fred Brown       | Scott Wedman     | Brian Winters     | Bob Dandridge    | Phill Smith     |                  | Kareem Abdul-Jabbar | Jamaal Wilkes   |                   | Tiny Archibald    |
| 1977 | Julius Erving      | John Havlicek       | Earl Monroe     | Rudy Tomjanovich  | George Gervin     | Bob McAdoo          | Jo Jo White       | George McGinnis    | Doug Collins      | Phil Chenier           | Elvin Hayes      |                  | Pete Maravich  |            |               | Rick Barry        | Norm van Lier   | Paul Westphal    | David Thompson    | Bobby Jones      | Dan Issel        | Maurice Lucas     | Billy Knight     | Phill Smith     | Don Buse         | Kareem Abdul-Jabbar |                 | Bob Lanier        |                   |
| 1978 | Julius Erving      | John Havlicek       | Dave Cowens     | Truck Robinson    | George Gervin     | Bob McAdoo          | Larry Kenon       |                    | Doug Collins      | Randy Smith            | Elvin Hayes      | Moses Malone     |                |            |               | Rick Barry        | Bill Walton     | Paul Westphal    | David Thompson    | Bobby Jones      | Lionel Hollins   | Maurice Lucas     | Brian Winters    | Artis Gilmore   | Walter Davis     |                     |                 | Bob Lanier        |                   |
| 1979 | Julius Erving      | Bob Lanier          | Bob Dandridge   | Rudy Tomjanovich  | George Gervin     | Calvin Murphy       | Larry Kenon       |                    | Campy Russell     |                        | Elvin Hayes      | Moses Malone     | Pete Maravich  |            |               | George McGinnis   | Marques Johnson | Paul Westphal    | David Thompson    | Dennis Johnson   | Jack Sikma       | Maurice Lucas     | Otis Birdsong    | Artis Gilmore   | Walter Davis     | Kareem Abdul-Jabbar |                 |                   |                   |
| 1980 | Julius Erving      | Eddie Johnson       | John Drew       | Dan Roundfield    | George Gervin     | Larry Bird          | Tiny Archibald    |                    | Bill Cartwright   | Michael Ray Richardson | Elvin Hayes      | Moses Malone     |                |            |               | Adrian Dantley    | Marques Johnson | Paul Westphal    | World B. Free     | Dennis Johnson   | Jack Sikma       | Kermit Washington | Otis Birdsong    | Magic Johnson   | Walter Davis     | Kareem Abdul-Jabbar |                 |                   |                   |
| 1981 | Julius Erving      | Eddie Johnson       | Artis Gilmore   | Reggie Theus      | Robert Parish     | Larry Bird          | Tiny Archibald    |                    | Marques Johnson   | Michael Ray Richardson | Mike Mitchell    | Boby Jones       |                |            |               | Adrian Dantley    | George Gervin   | Paul Westphal    | Truck Robinson    | Dennis Johnson   | Jack Sikma       | Moses Malone      | Otis Birdsong    |                 | Walter Davis     | Kareem Abdul-Jabbar | Jamaal Wilkes   |                   |                   |
| 1982 | Julius Erving      | Bob Lanier          | Artis Gilmore   | Isiah Thomas      | Robert Parish     | Larry Bird          | Tiny Archibald    | Buck Williams      | Kelly Tripucka    | Michael Ray Richardson | Sidney Moncrief  | Boby Jones       |                |            |               | Adrian Dantley    | George Gervin   | Gus Williams     | Lonnie Shelton    | Dennis Johnson   | Jack Sikma       | Moses Malone      | Norm Nixon       | Magic Johnson   | Alex English     | Kareem Abdul-Jabbar | Bernard King    |                   |                   |
| 1983 | Julius Erving      | Maurice Cheeks      | Bill Laimbeer   | Isiah Thomas      | Robert Parish     | Larry Bird          | Andrew Toney      | Buck Williams      | Marques Johnson   | Reggie Theus           | Sidney Moncrief  | Moses Malone     |                |            |               | Maurice Lucas     | George Gervin   | Gus Williams     | David Thompson    | Artis Gilmore    | Jack Sikma       | Jim Paxon         | Kiki Vandeweghe  | Magic Johnson   | Alex English     | Kareem Abdul-Jabbar | Jamaal Wilkes   |                   |                   |
| 1984 | Julius Erving      | Bernard King        | Bill Laimbeer   | Isiah Thomas      | Robert Parish     | Larry Bird          | Andrew Toney      | Otis Birdsong      | Kelly Tripucka    | Kevin McHale           | Sidney Moncrief  | Jeff Ruland      |                |            |               | Adrian Dantley    | George Gervin   | Rickey Green     | Ralph Sampson     | Marc Aguirre     | Jack Sikma       | Jim Paxon         | Kiki Vandeweghe  | Magic Johnson   | Alex English     | Kareem Abdul-Jabbar | Walter Davis    |                   |                   |
| 1985 | Julius Erving      | Bernard King        | Bill Laimbeer   | Isiah Thomas      | Robert Parish     | Larry Bird          | Dennis Johnson    | Terry Cummings     | Michael Jordan    | Michael Ray Richardson | Sidney Moncrief  | Moses Malone     |                |            |               | Adrian Dantley    | George Gervin   | Rolando Blackman | Ralph Sampson     | Larry Nance      | Jack Sikma       | Hakeem Olajuwon   | Norm Nixon       | Magic Johnson   | Alex English     | Kareem Abdul-Jabbar | Calvin Natt     |                   |                   |
| 1986 | Julius Erving      | Maurice Cheeks      | Buck Williams   | Isiah Thomas      | Robert Parish     | Larry Bird          | Dominique Wilkins | Jeff Malone        |                   | Kevin McHale           | Sidney Moncrief  | Moses Malone     |                |            |               | Adrian Dantley    | Marques Johnson | Rolando Blackman | Ralph Sampson     | Artis Gilmore    | James Worthy     | Hakeem Olajuwon   | Alvin Robertson  | Magic Johnson   | Alex English     | Kareem Abdul-Jabbar | Clyde Drexler   |                   |                   |
| 1987 | Julius Erving      | Maurice Cheeks      | Bill Laimbeer   | Isiah Thomas      | Robert Parish     | Larry Bird          | Dominique Wilkins | Jeff Malone        | Michael Jordan    | Kevin McHale           | Charles Barkley  | Moses Malone     |                |            |               | Tom Chambers      | Sleepy Floyd    | Rolando Blackman | Joe Barry Carroll | Marc Aguirre     | James Worthy     | Hakeem Olajuwon   | Alvin Robertson  | Magic Johnson   | Alex English     | Kareem Abdul-Jabbar | Walter Davis    |                   |                   |
| 1988 | Brad Daugherty     | Maurice Cheeks      | Patrick Ewing   | Isiah Thomas      | Doc Rivers        | Larry Bird          | Dominique Wilkins | Danny Ainge        | Michael Jordan    | Kevin McHale           | Charles Barkley  | Moses Malone     |                |            |               | Xavier McDaniel   | Fat Lever       | Karl Malone      | James Donaldson   | Marc Aguirre     | James Worthy     | Hakeem Olajuwon   | Alvin Robertson  | Magic Johnson   | Alex English     | Kareem Abdul-Jabbar | Clyde Drexler   |                   |                   |
| 1989 | Brad Daugherty     | Larry Nance         | Patrick Ewing   | Isiah Thomas      | Mark Jackson      | Mark Price          | Dominique Wilkins | Terry Cummings     | Michael Jordan    | Kevin McHale           | Charles Barkley  | Moses Malone     |                |            |               | Tom Chambers      | Kevin Duckworth | Karl Malone      | Chris Mullin      | Mark Eaton       | James Worthy     | Hakeem Olajuwon   | John Stockton    | Dale Ellis      | Alex English     | Kareem Abdul-Jabbar | Clyde Drexler   |                   |                   |
| 1990 | Reggie Miller      | Dennis Rodman       | Patrick Ewing   | Isiah Thomas      | Robert Parish     | Larry Bird          | Dominique Wilkins | Joe Dumars         | Michael Jordan    | Kevin McHale           | Charles Barkley  | Scottie Pippen   |                |            |               | Tom Chambers      | Fat Lever       | Rolando Blackman | Chris Mullin      | David Robinson   | James Worthy     | Hakeem Olajuwon   | John Stockton    | Magic Johnson   | Kevin Johnson    | A.C. Green          | Clyde Drexler   |                   |                   |
| 1991 | Brad Daugherty     | Bernard King        | Patrick Ewing   | Ricky Pierce      | Robert Parish     | Hersey Hawkins      | Dominique Wilkins | Joe Dumars         | Michael Jordan    | Kevin McHale           | Charles Barkley  | Alvin Robertson  |                |            |               | Tom Chambers      | Terry Porter    | Karl Malone      | Chris Mullin      | David Robinson   | James Worthy     | Kevin Duckworth   | John Stockton    | Magic Johnson   | Kevin Johnson    | Tim Hardaway        | Clyde Drexler   |                   |                   |
| 1992 | Brad Daugherty     | Dennis Rodman       | Patrick Ewing   | Isiah Thomas      | Michael Adams     | Mark Price          | Kevin Willis      | Joe Dumars         | Michael Jordan    | Reggie Lewis           | Charles Barkley  | Scottie Pippen   |                |            |               | Dan Majerle       | Jeff Hornacek   | Karl Malone      | Chris Mullin      | David Robinson   | James Worthy     | Hakeem Olajuwon   | John Stockton    | Magic Johnson   | Dikembe Mutombo  | Tim Hardaway        | Clyde Drexler   | Otis Thorpe       |                   |
| 1993 | Brad Daugherty     | Larry Nance         | Patrick Ewing   | Isiah Thomas      | Shaquille O'Neal  | Mark Price          | Dominique Wilkins | Joe Dumars         | Michael Jordan    | Larry Johnson          | Detlef Schrempf  | Scottie Pippen   |                |            |               | Dan Majerle       | Terry Porter    | Karl Malone      | Charles Barkley   | David Robinson   | Sean Elliott     | Hakeem Olajuwon   | John Stockton    | Shawn Kemp      | Danny Manning    | Tim Hardaway        | Clyde Drexler   |                   |                   |
| 1994 | B.J. Armstrong     | Derrick Coleman     | Patrick Ewing   | Kenny Anderson    | Shaquille O'Neal  | Mark Price          | Dominique Wilkins | John Starks        | Horace Grant      | Mookie Blaylock        | Charles Oakley   | Scottie Pippen   |                |            |               | Clifford Robinson | Mitch Richmond  | Karl Malone      | Kevin Johnson     | David Robinson   | Latrell Sprewell | Hakeem Olajuwon   | John Stockton    | Shawn Kemp      | Danny Manning    | Gary Payton         | Clyde Drexler   |                   |                   |
| 1995 | Reggie Miller      | Anfernee Hardaway   | Patrick Ewing   | Grant Hill        | Shaquille O'Neal  | Alonzo Mourning     | Dana Barros       | Joe Dumars         | Tyrone Hill       | Larry Johnson          | Vin Baker        | Scottie Pippen   |                |            |               | Dan Majerle       | Mitch Richmond  | Karl Malone      | Charles Barkley   | David Robinson   | Latrell Sprewell | Hakeem Olajuwon   | John Stockton    | Shawn Kemp      | Dikembe Mutombo  | Gary Payton         | Detlef Schrempf |                   |                   |
| 1996 | Reggie Miller      | Anfernee Hardaway   | Patrick Ewing   | Grant Hill        | Shaquille O'Neal  | Alonzo Mourning     | Terrell Brandon   | Juwan Howard       | Michael Jordan    | Glen Rice              | Vin Baker        | Scottie Pippen   |                |            |               | Jason Kidd        | Mitch Richmond  | Karl Malone      | Charles Barkley   | David Robinson   | Sean Elliott     | Hakeem Olajuwon   | John Stockton    | Shawn Kemp      | Dikembe Mutombo  | Gary Payton         | Clyde Drexler   |                   |                   |
| 1997 | Christian Laettner | Anfernee Hardaway   | Dikembe Mutombo | Grant Hill        | Tim Hardaway      | Chris Webber        | Terrell Brandon   | Joe Dumars         | Michael Jordan    | Glen Rice              | Vin Baker        | Scottie Pippen   |                |            |               | Tom Gugliotta     | Mitch Richmond  | Karl Malone      | Eddie Jones       | Latrell Sprewell | Kevin Garnett    | Hakeem Olajuwon   | John Stockton    | Shawn Kemp      | Chris Gatling    | Gary Payton         | Detlef Schrempf |                   |                   |
| 1998 | Reggie Miller      | Anfernee Hardaway   | Dikembe Mutombo | Grant Hill        | Tim Hardaway      | Rik Smits           | Jayson Williams   | Steve Smith        | Michael Jordan    | Glen Rice              | Antoine Walker   | Shawn Kemp       |                |            |               | Jason Kidd        | Mitch Richmond  | Karl Malone      | Eddie Jones       | David Robinson   | Kevin Garnett    | Shaquille O'Neal  | Vin Baker        | Nick van Exel   | Tim Duncan       | Gary Payton         | Kobe Bryant     |                   |                   |
| 2000 | Reggie Miller      | Vince Carter        | Dikembe Mutombo | Grant Hill        | Allan Houston     | Alonzo Mourning     | Allen Iverson     | Ray Allen          | Glenn Robinson    | Eddie Jones            | Jerry Stackhouse | Dale Davis       |                |            |               | Jason Kidd        | Rasheed Wallace | Karl Malone      | Chris Webber      | David Robinson   | Kevin Garnett    | Shaquille O'Neal  | John Stockton    | Michael Finley  | Tim Duncan       | Gary Payton         | Kobe Bryant     |                   |                   |
| 2001 | Tracy McGrady      | Vince Carter        | Dikembe Mutombo | Antonio Davis     | Allan Houston     | Anthony Mason       | Allen Iverson     | Ray Allen          | Glenn Robinson    | Stephon Marbury        | Jerry Stackhouse | Latrell Sprewell |                |            |               | Jason Kidd        | Rasheed Wallace | Karl Malone      | Chris Webber      | David Robinson   | Kevin Garnett    | Antonio McDyess   | Vlade Divac      | Michael Finley  | Tim Duncan       | Gary Payton         | Kobe Bryant     |                   |                   |
| 2002 | Tracy McGrady      | Shareef Abdur-Rahim | Dikembe Mutombo | Baron Davis       | Jason Kidd        | Alonzo Mourning     | Allen Iverson     | Ray Allen          | Michael Jordan    | Jermaine O'Neal        | Antoine Walker   | Paul Pierce      |                |            |               | Steve Francis     | Dirk Nowitzki   | Steve Nash       | Chris Webber      | Elton Brand      | Kevin Garnett    |                   | Wally Szczerbiak | Peja Stojakovic | Tim Duncan       | Gary Payton         | Kobe Bryant     |                   |                   |
| 2003 | Tracy McGrady      | Vince Carter        | Ben Wallace     | Jamal Mashburn    | Jason Kidd        | Brad Miller         | Allen Iverson     | Zydrunas Ilgauskas | Michael Jordan    | Jermaine O'Neal        | Antoine Walker   | Paul Pierce      |                |            |               | Steve Francis     | Dirk Nowitzki   | Steve Nash       | Yao Ming          | Shawn Marion     | Kevin Garnett    | Shaquille O'Neal  | Stephon Marbury  | Peja Stojakovic | Tim Duncan       | Gary Payton         | Kobe Bryant     |                   |                   |
| 2004 | Tracy McGrady      | Vince Carter        | Ben Wallace     | Baron Davis       | Jason Kidd        | Kenyon Martin       | Allen Iverson     | Jamaal Magloire    | Metta World Peace | Jermaine O'Neal        | Michael Redd     | Paul Pierce      |                |            |               | Steve Francis     | Dirk Nowitzki   | Andrei Kirilenko | Yao Ming          | Sam Cassell      | Kevin Garnett    | Shaquille O'Neal  | Ray Allen        | Peja Stojakovic | Tim Duncan       | Brad Miller         | Kobe Bryant     |                   |                   |
| 2005 | LeBron James       | Vince Carter        | Ben Wallace     | Grant Hill        | Shaquille O'Neal  | Dwyane Wade         | Allen Iverson     | Zydrunas Ilgauskas | Gilbert Arenas    | Jermaine O'Neal        |                  | Paul Pierce      | Antawn Jamison |            |               | Amar'e Stoudemire | Dirk Nowitzki   | Steve Nash       | Yao Ming          | Shawn Marion     | Kevin Garnett    | Tracy McGrady     | Ray Allen        | Manu Ginobili   | Tim Duncan       | Rashard Lewis       | Kobe Bryant     |                   |                   |
| 2006 | LeBron James       | Vince Carter        | Ben Wallace     | Chauncey Billups  | Shaquille O'Neal  | Dwyane Wade         | Allen Iverson     | Chris Bosh         | Gilbert Arenas    | Rasheed Wallace        | Richard Hamilton | Paul Pierce      |                |            |               | Elton Brand       | Dirk Nowitzki   | Steve Nash       | Yao Ming          | Shawn Marion     | Kevin Garnett    | Tracy McGrady     | Ray Allen        | Tony Parker     | Tim Duncan       | Pau Gasol           | Kobe Bryant     |                   |                   |
| 2007 | LeBron James       | Vince Carter        | Dwight Howard   | Chauncey Billups  | Shaquille O'Neal  | Dwyane Wade         | Joe Johnson       | Chris Bosh         | Gilbert Arenas    | Jermaine O'Neal        | Richard Hamilton | Caron Butler     |                |            |               | Amar'e Stoudemire | Dirk Nowitzki   | Josh Howard      | Ray Allen         | Shawn Marion     | Kevin Garnett    | Tracy McGrady     | Carmelo Anthony  | Tony Parker     | Tim Duncan       | Mehmet Okur         | Kobe Bryant     |                   |                   |
| 2008 | LeBron James       | Ray Allen           | Dwight Howard   | Chauncey Billups  | Jason Kidd        | Dwyane Wade         | Joe Johnson       | Chris Bosh         |                   | Rasheed Wallace        | Richard Hamilton | Paul Pierce      | Antawn Jamison |            |               | Amar'e Stoudemire | Dirk Nowitzki   | Steve Nash       | Yao Ming          | Brandon Roy      | David West       | Allen Iverson     | Carmelo Anthony  | Carlos Boozer   | Tim Duncan       |                     | Kobe Bryant     | Chris Paul        |                   |
| 2009 | LeBron James       | Ray Allen           | Dwight Howard   | Kevin Garnett     | Allen Iverson     | Dwyane Wade         | Joe Johnson       | Rashard Lewis      | Devin Harris      | Mo Williams            | Danny Granger    | Paul Pierce      |                |            |               | Amar'e Stoudemire | Dirk Nowitzki   | Chauncey Billups | Yao Ming          | Brandon Roy      | David West       | Shaquille O'Neal  |                  | Tony Parker     | Tim Duncan       | Pau Gasol           | Kobe Bryant     | Chris Paul        |                   |
| 2010 | LeBron James       | David Lee           | Dwight Howard   | Kevin Garnett     | Gerald Wallace    | Dwyane Wade         | Joe Johnson       | Chris Bosh         | Derrick Rose      |                        | Rajon Rondo      | Paul Pierce      |                |            |               | Amar'e Stoudemire | Dirk Nowitzki   | Steve Nash       | Deron Williams    | Kevin Durant     | Zach Randolph    | Chris Kaman       | Carmelo Anthony  | Jason Kidd      | Tim Duncan       | Pau Gasol           |                 |                   |                   |
| 2011 | LeBron James       | Ray Allen           | Dwight Howard   | Kevin Garnett     | Amar'e Stoudemire | Dwyane Wade         | Joe Johnson       | Chris Bosh         | Derrick Rose      |                        | Rajon Rondo      | Paul Pierce      |                |            | Blake Griffin |                   | Dirk Nowitzki   | Kevin Love       | Deron Williams    | Kevin Durant     |                  | Manu Ginobili     | Carmelo Anthony  | Kobe Bryant     | Tim Duncan       | Pau Gasol           | Chris Paul      | Russell Westbrook |                   |
| 2012 | LeBron James       | Carmelo Anthony     | Dwight Howard   | Deron Williams    | Roy Hibbert       | Dwyane Wade         | Andre Iguodala    | Chris Bosh         | Derrick Rose      | Luol Deng              | Rajon Rondo      | Paul Pierce      |                |            | Blake Griffin |                   | Dirk Nowitzki   | Kevin Love       | Steve Nash        | Kevin Durant     | Andrew Bynum     | LaMarcus Aldridge | Marc Gasol       | Kobe Bryant     | Tony Parker      |                     | Chris Paul      | Russell Westbrook |                   |
| 2013 | LeBron James       | Carmelo Anthony     | Kyrie Irving    | Kevin Garnett     | Tyson Chandler    | Dwyane Wade         | Brook Lopez       | Chris Bosh         | Joakim Noah       | Luol Deng              | Jrue Holiday     | Paul George      |                |            | Blake Griffin |                   | David Lee       | James Harden     | Dwight Howard     | Kevin Durant     | Zach Randolph    | LaMarcus Aldridge |                  | Kobe Bryant     | Tony Parker      | Tim Duncan          | Chris Paul      | Russell Westbrook |                   |
| 2014 | LeBron James       | Carmelo Anthony     | Kyrie Irving    | John Wall         | Roy Hibbert       | Dwyane Wade         | Joe Johnson       | Chris Bosh         | Joakim Noah       | DeMar DeRozan          | Paul Millsap     | Paul George      |                |            | Blake Griffin |                   | Dirk Nowitzki   | James Harden     | Dwight Howard     | Kevin Durant     | Kevin Love       | LaMarcus Aldridge | Anthony Davis    |                 | Tony Parker      | Stephen Curry       | Chris Paul      | Damian Lillard    |                   |
| 2015 | LeBron James       | Carmelo Anthony     | Kyrie Irving    | John Wall         | Pau Gasol         | Jeff Teague         | Jimmy Butler      | Chris Bosh         | Kyle Lowry        | Al Horford             | Paul Millsap     | Kyle Korver      |                |            |               | Klay Thompson     | Dirk Nowitzki   | James Harden     | DeMarcus Cousins  | Kevin Durant     |                  | LaMarcus Aldridge | Marc Gasol       |                 | Tim Duncan       | Stephen Curry       | Chris Paul      | Damian Lillard    | Russell Westbrook |
| 2016 | LeBron James       | Carmelo Anthony     | Isaiah Thomas   | John Wall         | Pau Gasol         | Dwayne Wade         | Jimmy Butler      | Chris Bosh         | Kyle Lowry        | DeMar DeRozan          | Paul Millsap     | Paul George      | Andre Drummond |            |               | Klay Thompson     | Kawhi Leonard   | James Harden     | DeMarcus Cousins  | Kevin Durant     | Draymond Green   | LaMarcus Aldridge | Anthony Davis    |                 |                  | Stephen Curry       | Chris Paul      | Kobe Bryant       | Russell Westbrook |

## Time-line dels rècords individuals de l'All-Star
Es fan constar els 10 millors registres en diferents apartats. Si hi ha empats es manté el mateix numeral i figuren tots els jugadors que assoliren qualsevol marca dins de les 10 millors, encara que siguen més de 10. En negreta el registre més alt de tots els temps. Entre parèntesis el lloc de cada registre històricament. Subrallats les millors marques de cada apartat fins a aquest any.
|      | Minuts                                                  | Tirs de camp                                             | Triples                                                   | Tirs lliures                               | Rebots ofensius        | Rebots defensius            | Rebots totals                             | Assistències                               | Recuperacions                                    | Taps                                           | Punts                                |
| ---- | ------------------------------------------------------- | -------------------------------------------------------- | --------------------------------------------------------- | ------------------------------------------ | ---------------------- | --------------------------- | ----------------------------------------- | ------------------------------------------ | ------------------------------------------------ | ---------------------------------------------- | ------------------------------------ |
| 1953 | 40 (8a) George Mikan                                    |                                                          |                                                           |                                            |                        |                             |                                           |                                            |                                                  |                                                |                                      |
| 1954 | 41 (5a) Jim Pollard                                     |                                                          |                                                           |                                            |                        |                             |                                           |                                            |                                                  |                                                |                                      |
| 1956 |                                                         |                                                          |                                                           |                                            |                        |                             | 24 (4a) Bob Petitt                        |                                            |                                                  |                                                |                                      |
| 1958 |                                                         |                                                          |                                                           |                                            |                        |                             | 26 (2a) Bob Petit                         |                                            |                                                  |                                                |                                      |
| 1960 |                                                         |                                                          |                                                           |                                            |                        |                             | 25 (3a) Wilt Chamberlain                  |                                            |                                                  |                                                |                                      |
| 1962 |                                                         | 17 (2a) Wilt Chamberlain                                 |                                                           | 12 (1a) Elgin Baylor                       |                        |                             | 27 (1a) Bob Petit24 (4a) Wilt Chamberlain |                                            |                                                  |                                                | 42 (1a) Wilt Chamberlain             |
| 1963 |                                                         |                                                          |                                                           | 11 (3a) Bob Petit                          |                        |                             | 24 (4a) Bill Russell                      |                                            |                                                  |                                                |                                      |
| 1964 | 42 (1a) Oscar Robertson, Bill Russell i Jerry West      |                                                          |                                                           | 11 (3a) Wilt Chamberlain                   |                        |                             | 21 (10a) Bill Russell                     |                                            |                                                  |                                                |                                      |
| 1965 | 40 (8a) Oscar Robertson i Jerry West                    |                                                          |                                                           | 12 (1a) Oscar Robertson11 (3a) Gus Johnson |                        |                             |                                           |                                            |                                                  |                                                |                                      |
| 1966 |                                                         |                                                          |                                                           | 10 (8a) Zelmo Beaty                        |                        |                             |                                           |                                            |                                                  |                                                |                                      |
| 1967 | 42 (1a) Nate Thurmond                                   | 16 (5a) Rick Barry                                       |                                                           |                                            |                        |                             | 22 (7a) Wilt Chamberlain                  |                                            |                                                  |                                                | 38 (4a) Rick Barry                   |
| 1969 |                                                         |                                                          |                                                           | 11 (3a) Elgin Baylor                       |                        |                             |                                           |                                            |                                                  |                                                |                                      |
| 1974 |                                                         |                                                          |                                                           |                                            |                        | 11 (5a) Elvin Hayes         |                                           |                                            |                                                  |                                                |                                      |
| 1975 |                                                         |                                                          |                                                           | 10 (8a) Walt Frazier                       |                        |                             |                                           |                                            | 8 (1a) Rick Barry                                |                                                |                                      |
| 1976 |                                                         |                                                          |                                                           |                                            | 8 (4a) Dave Cowens     | 13 (3a) Kareem Abdul-Jabbar |                                           |                                            | 5 (7a) Fred Brown                                |                                                |                                      |
| 1978 |                                                         |                                                          |                                                           | 10 (8a) Julius Erving                      |                        |                             |                                           |                                            |                                                  |                                                |                                      |
| 1979 |                                                         |                                                          |                                                           | 10 (8a) George Gervin                      |                        |                             |                                           |                                            | 5 (7a) George McGinnis                           |                                                |                                      |
| 1980 | 40 (8a) George Gervin                                   | 14 (9a) George Gervin                                    |                                                           |                                            | 9 (2a) Dan Roundfield  | 11 (5a) Kareem Abdul-Jabbar |                                           |                                            | 6 (3a) Eddie Johnson                             | 6 (1a) Kareem Abdul-Jabbar4 (4a) Elvin Hayes   |                                      |
| 1981 |                                                         |                                                          |                                                           |                                            |                        |                             |                                           |                                            |                                                  | 4 (4a) Kareem Abdul-Jabbar                     |                                      |
| 1982 |                                                         |                                                          |                                                           |                                            |                        | 12 (4a) Larry Bird          |                                           |                                            |                                                  |                                                |                                      |
| 1983 |                                                         |                                                          |                                                           |                                            |                        |                             |                                           | 16 (4a) Magic Johnson                      | 6 (3a) Sidney Moncrief5 (7a) Magic Johnson       | 4 (4a) Kareem Abdul-Jabbar                     |                                      |
| 1984 |                                                         | 14 (9a) Julius Erving                                    |                                                           |                                            |                        | 11 (5a) Robert Parish       |                                           | 22 (1a) Magic Johnson15 (5a) Isiah Thomas  | 5 (7a) Sidney Moncrief                           |                                                |                                      |
| 1985 |                                                         |                                                          |                                                           |                                            |                        |                             |                                           | 15 (5a) Magic Johnson                      |                                                  |                                                |                                      |
| 1986 |                                                         |                                                          |                                                           |                                            |                        |                             |                                           | 15 (5a) Magic Johnson                      | 7 (2a) Larry Bird 5 (7a) Isiah Thomas            | 4 (4a) Kevin McHale                            |                                      |
| 1987 |                                                         |                                                          |                                                           | 11 (3a) Rolando Blackman                   | 7 (6a) Moses Malone    | 11 (5a) Moses Malone        |                                           |                                            |                                                  | 4 (4a) Kevin McHale                            |                                      |
| 1988 |                                                         | 17 (2a) Michael Jordan                                   |                                                           |                                            | 7 (6a) Hakeem Olajuwon |                             |                                           | 19 (2a) Magic Johnson 15 (5a) Isiah Thomas |                                                  | 4 (4a) Michael Jordan                          | 40 (3a) Michael Jordan               |
| 1989 |                                                         |                                                          |                                                           |                                            |                        |                             |                                           | 17 (3a) John Stockton                      | 5 (7a) Michael Jordan i John Stockton            |                                                |                                      |
| 1990 |                                                         |                                                          |                                                           |                                            | 9 (2a) Hakeem Olajuwon |                             |                                           |                                            | 5 (7a) Michael Jordan                            | 5 (2a) Patrick Ewing                           |                                      |
| 1991 |                                                         |                                                          |                                                           |                                            | 8 (4a) Charles Barkley | 14 (2a) Charles Barkley     | 22 (7a) Charles Barkley                   |                                            |                                                  | 4 (4a) Patrick Ewing                           |                                      |
| 1992 |                                                         |                                                          |                                                           |                                            | 7 (6a) Dennis Rodman   |                             |                                           |                                            |                                                  |                                                |                                      |
| 1993 |                                                         |                                                          | 6 (4a) Mark Price                                         |                                            |                        |                             |                                           | 15 (5a) John Stockton                      | 5 (7a) Scottie Pippen                            |                                                |                                      |
| 1994 |                                                         |                                                          | 5 (7a) Scottie Pippen                                     |                                            |                        | 11 (5a) Scottie Pippen      |                                           |                                            |                                                  | 5 (2a) Hakeem Olajuwon 4 (4a) Shaquille O'Neal |                                      |
| 1995 |                                                         |                                                          |                                                           |                                            |                        |                             |                                           | 15 (5a) Gary Payton                        |                                                  | 4 (4a) Dikembe Mutombo                         |                                      |
| 1996 |                                                         |                                                          |                                                           |                                            |                        |                             |                                           |                                            | 5 (7a) Gary Payton                               |                                                |                                      |
| 1997 |                                                         |                                                          |                                                           |                                            | 7 (6a) Vin Baker       |                             |                                           |                                            |                                                  |                                                |                                      |
| 1998 |                                                         |                                                          |                                                           |                                            | 7 (6a) Eddie Jones     |                             |                                           |                                            |                                                  |                                                |                                      |
| 2000 |                                                         |                                                          |                                                           |                                            | 7 (6a) Tim Duncan      |                             |                                           |                                            |                                                  | 4 (4a) Alonzo Mourning                         |                                      |
| 2001 |                                                         |                                                          |                                                           |                                            | 7 (6a) Antonio Davis   | 19 (1a) Dikembe Mutombo     | 22 (7a) Dikembe Mutombo                   |                                            | 5 (7a) Jason Kidd                                |                                                |                                      |
| 2002 |                                                         |                                                          |                                                           |                                            |                        | 11 (5a) Tim Duncan          |                                           |                                            |                                                  |                                                |                                      |
| 2003 | 41 (5a) Allen Iverson i Kevin Garnett40 (8a) Tim Duncan | 17 (2a) Kevin Garnett                                    |                                                           |                                            |                        |                             |                                           |                                            | 5 (7a) Allen Iverson, Jason Kidd i Kevin Garnett | 4 (4a) Jermaine O'Neal                         | 37 (7a) Kevin Garnett                |
| 2004 |                                                         |                                                          |                                                           |                                            |                        | 11 (5a) Tim Duncan          |                                           |                                            | 5 (7a) Kobe Bryant                               |                                                |                                      |
| 2005 |                                                         |                                                          | 5 (7a) Ray Allen                                          |                                            |                        |                             |                                           |                                            | 5 (7a) Allen Iverson                             | 4 (4a) Dirk Nowitzki                           |                                      |
| 2006 |                                                         | 15 (7a) Tracy McGrady                                    |                                                           |                                            |                        |                             |                                           |                                            |                                                  |                                                | 36 (9a) Tracy McGrady                |
| 2007 |                                                         | 14 (9a) Amar'e Stoudemire                                |                                                           |                                            | 7 (6a) Dwight Howard   |                             |                                           |                                            | 6 (3a) Dwyane Wade i Kobe Bryant                 |                                                |                                      |
| 2008 |                                                         |                                                          | 5 (7a) Ray Allen                                          |                                            |                        |                             |                                           |                                            |                                                  |                                                |                                      |
| 2010 |                                                         |                                                          | 5 (7a) Chauncey Billups                                   |                                            |                        |                             |                                           |                                            | 5 (7a) Dwyane Wade                               |                                                |                                      |
| 2011 |                                                         | 14 (9a) Kobe Bryant                                      |                                                           |                                            | 10 (1a) Kobe Bryant    |                             |                                           |                                            | 5 (7a) Chris Paul                                |                                                | 37 (7a) Kobe Bryant                  |
| 2012 |                                                         | 15 (7a) LeBron James14 (9a) Kevin Durant                 | 6 (4a) LeBron James                                       |                                            |                        |                             |                                           |                                            |                                                  |                                                | 36 (9a) Kevin Durant i Lebron James  |
| 2013 |                                                         |                                                          |                                                           |                                            |                        |                             |                                           | 15 (5a) Chris Paul                         |                                                  |                                                |                                      |
| 2014 |                                                         | 19 (1a) Blake Griffin14 (9a) Kyrie Irving i Kevin Durant | 8 (1a) Carmelo Anthony6 (4a) Kevin Durant                 |                                            |                        |                             |                                           |                                            |                                                  |                                                | 38 (4a) Kevin Durant i Blake Griffin |
| 2015 |                                                         | 16 (5a) Russell Westbrook                                | 7 (2a) James Harden i Kyle Korver5 (7a) Russell Westbrook |                                            |                        |                             |                                           | 15 (5a) Chris Paul                         |                                                  |                                                | 41 (2a) Russell Westbrook            |
|      | Minuts                                                  | Tirs de camp                                             | Triples                                                   | Tirs lliures                               | Rebots defensius       | Rebots ofensius             | Rebots totals                             | Assistències                               | Recuperacions                                    | Taps                                           | Punts                                |

## Futurs All-Star
Memphis, Portland, Sacramento i Toronto són les úniques ciutats en les quals actualment té base un equip NBA que encara no han hostatjat un All-Star.